# Черник Олена Михайлівна
Оле́на Миха́йлівна Че́рник (1982—2022) — солдат Збройних сил України, учасник російсько-української війни, що загинула під час російського вторгнення в Україну в 2022 році.

## Життєпис
Олена Черник народилася 1982 року в Маріуполі Донецької області.
До початку Революції гідності працювала диспетчеркою на заводі. 2014 року увійшла до складу самооборони. Спочатку патрулювала у загоні з іванофранківцями. До лав Збройних сил України пішла в влітку 2016 року, щоб офіційно воювати на передовій. У складі 24-ї окремої механізованої бригади «Айдар» займалася аеророзвідкою. У вересні 2016 року в боях за Мар'їнку зазнала контузії.
|  | За спогадами Олени Черник: — Була вибухова хвиля. Струс був. У мене на 20 % досі ще слух на ліву сторону не відновився (станом на лютий 2020 року). І може не відновитися вже. Повністю уражена ліва сторона. Рука буває віднімається, нога. У нозі є ще осколки. Треба буде витягувати. Але поки вони мене не турбують. |

Після демобілізації перебувала у військовому резерві. Вдома (проживала на вулиці Променевій у м. Маріуполі) вишивала ікони бісером.
З початком повномасштабного російського вторгнення в Україну повернулась до військової служби. Загинула.

## Родина
Залишилися чоловік та донька.

## Нагороди
- Орден «За мужність» III ступеня (2022, посмертно) — за особисту мужність і самовіддані дії, виявлені у захисті державного суверенітету та територіальної цілісності України, вірність військовій присязі, зразкове виконання службового обов'язку[3].